# Terceira Guerra Servil
A Terceira Guerra Servil (73  – 71 a.C.), também chamada por Plutarco de Guerra dos Gladiadores e Guerra de Espártaco, foi a última de uma série de revoltas de escravos, sem sucesso nem relação, contra a República Romana, conhecidas no seu conjunto como as Guerras Servis ou Guerras dos Escravos.
A Terceira Guerra Servil foi a única em se tornar ameaça séria para o núcleo de Roma, a província da Itália, sendo alarmante para o povo romano pelos contínuos sucessos do crescente número de escravos rebeldes contra o exército romano, entre 73 e 71 a.C. A revolta foi finalmente terminada em 71 a.C. pelo esforço militar concentrado de um só comandante, Marco Licínio Crasso, embora os acontecimentos continuassem tendo efeitos indiretos sobre a política romana nos anos posteriores.
Entre 73 e 71 a.C., um grupo de escravos fugidos — originalmente um pequeno quadro de cerca de setenta gladiadores fugidos, que cresceu até ser um grupo de 120 000 homens, mulheres e crianças — deambulou pela província romana da Itália assaltando-a com relativa impunidade sob comando de vários líderes, incluindo o famoso gladiador-general Espártaco. Os adultos capacitados deste grupo constituíram uma força armada efetiva que demonstrou repetidas vezes a sua capacidade para resistir ao exército romano, das patrulhas locais da Campânia às milícias romanas e às qualificadas legiões sob comando consular. Plutarco descreveu as ações dos escravos como uma tentativa de escaparem dos seus amos e fugir através da Gália Cisalpina, enquanto Apiano e Floro retratam a revolta como uma guerra civil na qual os escravos fizeram campanha para capturarem a própria cidade de Roma.
A crescente alarma no senado romano sobre os contínuos sucessos militares deste grupo e sobre os seus estragos contra as cidades e os campos romanos levou finalmente a Roma a reunir um exército de oito legiões sob o liderado, severo mas efetivo, de Marco Licínio Crasso. A guerra terminou em 71 a.C. que, após uma longa e amarga retirada ante as legiões de Crasso e a compreensão de que as legiões de Cneu Pompeu Magno e Varrão Lúculo estavam avançando para encerrá-los, os exércitos de Espártaco lançaram-se com toda a sua força contra as legiões de Crasso e foram completamente aniquilados.
Embora a guerra de Espártaco fosse notável por direito próprio, a Terceira Guerra Servil foi também significativa na história da antiga Roma pelo seu efeito sobre as carreiras de Pompeu e Crasso. Os dois generais utilizaram os seus sucessos contra a revolta para promoverem as suas carreiras políticas, aproveitando-se do pavor do povo e da ameaça implícita das suas legiões para influírem no seu favor nas eleições consulares de 70 a.C. As suas ações como cônsules promoveram em grande parte a subversão das instituições políticas romanas e contribuíram para a transição final da República Romana ao Império Romano.

## Escravidão na república romana
Em diversos graus ao longo da história de Roma, a existência de uma fonte de mão-de-obra barata na forma de escravos foi um fator importante na sua economia. Os escravos eram adquiridos de várias formas, entre elas a compra a mercadores estrangeiros e a escravização de populações estrangeiras após a conquista militar. Com a grande implicação de Roma nas guerras de conquista no primeiro e segundo séculos a.C., eram importados para a economia romana dezenas ou centos de milheiros de escravos de uma vez. Embora fosse limitado o uso de escravos como serventes, artesãos e assistentes pessoais, um enorme número deles trabalhava nas minas e nas terras agrícolas da Sicília e do sul da Itália.
Em geral, os escravos foram tratados com crueldade e opressão durante o período republicano. Sob o direito romano, um escravo não era considerado uma pessoa senão uma propriedade. Os amos podiam abusar, ferir ou mesmo matar os seus escravos sem consequências legais. Embora houvesse muitos graus e tipos de escravos, os graus inferiores e mais numerosos que trabalhavam nos campos e nas minas, estavam sujeitos a uma vida de duro trabalho físico.
Esta grande concentração populacional de escravos e o trato opressivo ao que eram submetidos foram a origem de várias revoltas. Em 135 a.C. e 104 a.C., estouraram na província da Sicília a Primeira e a Segunda Guerras Servis, respectivamente, nas quais pequenos grupos rebeldes encontraram dezenas de milheiros de seguidores voluntariosos que desejavam escapar da vida opressiva do escravo romano. Embora o senado as considerasse como sérios distúrbios civis, e foram necessários vários anos de intervenções militares diretas para sufocá-los, nunca se considerou que fossem uma ameaça séria para a república. O centro dos domínios de Roma, a província da Itália, nunca tinha presenciado uma revolta de escravos, nem tinham sido estes nunca uma ameaça potencial para a cidade de Roma. Isto mudaria com a Terceira Guerra Servil.

## Começo da revolta

### A revolta de Cápua

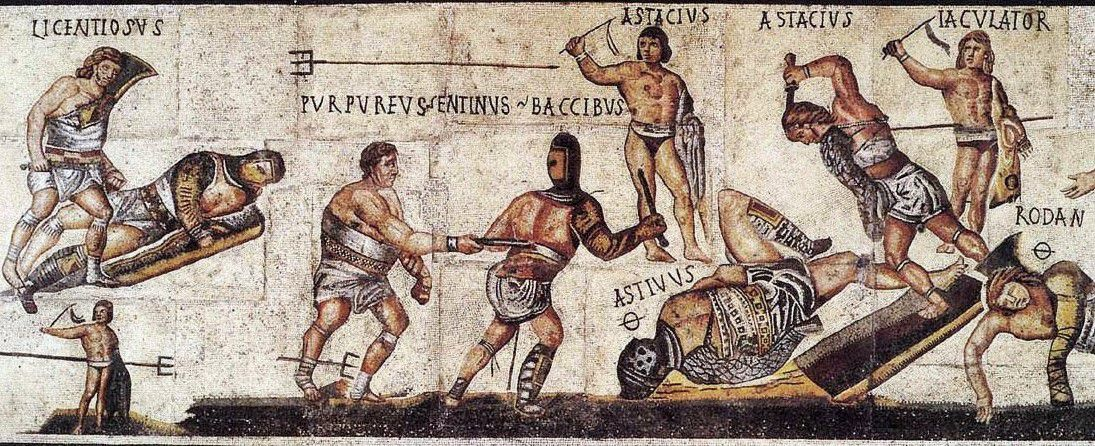
Os gladiadores, mosaico na Galleria Borghese

Na República Romana do século I a.C., os jogos de gladiadores eram uma das formas de entretenimento mais populares. Com o fim de subministrar gladiadores para os combates, foram estabelecidas várias escolas de treino, ou ludi, por toda a província da Italia. Nestas escolas, os prisioneiros de guerra e os criminais convictos — que eram considerados como escravos— eram treinados nas habilidades necessárias para lutarem até a morte nos jogos de gladiadores. Em 73 a.C., um grupo de cerca de 200 gladiadores da escola de Cápua, pertencentes a Lêntulo Batiato, planejaram uma fuga. Quando se revelou o seu plano, uma força de cerca de 70 homens armaram-se com facas da cozinha, lutaram até escapar da escola e apoderaram-se de vários carros de armas e armaduras de gladiador.
Uma vez livres, os gladiadores fugidos escolheram líderes, selecionando dois escravos gauleses —Criso e Enomau— e  Espártaco, que foi um antigo auxiliar trácio da legião romana condenado posteriormente à escravidão, quer um prisioneiro capturado pelas legiões. Porém, ficam dúvidas sobre a origem de Espártaco, pois "trácio" designava também um tipo de gladiador romano.
Estes escravos fugidos conseguiram vencer uma pequena força de tropas enviada desde Cápua e equipar-se com o material militar que capturaram, além das suas armas de gladiador. As fontes são em parte contraditórias sobre a ordem dos acontecimentos que seguiram imediatamente após a fuga, mas em geral estão de acordo em que este grupo de gladiadores se dedicou à pilhagem na região das cercanias de Cápua, recrutando muitos escravos nas suas filas, e que finalmente se retirou para uma posição mais defendível no monte Vesúvio.

### Derrota dos exércitos pretorianos

Movimentos iniciais das forças romanas e escravas desde a revolta de Cápua até o Inverno de

A revolta e os assaltos na Campânia — que era uma região de repouso para as pessoas ricas e influentes de Roma e na qual se localizavam muitas fincas—, chamaram depressa a atenção das autoridades romanas. A Roma custou-lhe certo tempo compreender a escala do problema, pois viam a revolta de escravos mais como uma onda de crimes do que uma rebelião armada.
Contudo, em 73 a.C., Roma enviou uma força militar sob mando pretoriano para terminar com a revolta. Um pretor romano, Caio Cláudio Glabro, reuniu um corpo de 3 000 homens, não como legiões mas como milícias "recolhidas com pressa e azar, porque os romanos ainda não consideravam isto como uma guerra, senão como um assalto, algo parecido com um ataque de roubo". As forças de Glabro assediaram os escravos no monte Vesúvio, bloqueando o único caminho conhecido que descendia da montanha. Com os escravos contidos dessa maneira, Glabro estava disposto a aguardar até que a fome os forçara a se renderem.
Como os escravos careciam de treino militar, as forças de Espártaco mostraram certo engenho no uso dos materiais locais disponíveis, que pela sua vez resultou num uso de táticas inventivas e pouco ortodoxas, ao enfrentarem-se com a disciplina dos exércitos romanos. Em resposta ao assédio de Glabro, os homens de Espártaco fizeram cordas e escalas a partir das videiras e outras árvores que cresciam nas ladeiras do Vesúvio e usaram-nas para descer pelos precipícios do lado da montanha oposto ao das forças de Glabro. Deslocaram-se em torno do Vesúvio e atacaram-nos pela retaguarda, aniquilando os homens de Glabro.
Depois disto, foi enviada contra Espártaco uma segunda expedição sob comando do pretor Públio Varínio. Por alguma razão, parece que Varínio dividiu as suas forças pondo-as no comando dos seus subordinados Fúrio e Cossínio. Plutarco menciona que Fúrio comandava cerca de dois mil homens, mas não se conhece a força numérica do restante das tropas, nem se a expedição estava composta de milícias ou legiões. Estas forças também foram derrotadas pelo exército de escravos: Cossínio faleceu, Varínio quase foi capturado e os escravos apoderaram-se do equipamento dos exércitos. Graças a estes sucessos, mais escravos se uniram às forças de Espártaco, bem como "muitos dos arrieiros e pastores da região", engrossando as suas filas até cerca de 70 mil homens. Os escravos rebeldes passaram o Inverno de 73 a.C. armando e equipando os seus novos recrutas e expandindo o seu território de pilhagem para incluírem as cidades de Nola, Nucéria, Túrio e Metaponto.
Contudo, as vitórias dos escravos rebeldes não se obtiveram sem custo. Em algum momento destes acontecimentos, ou possivelmente durante os assaltos do Inverno em finais de 73 a.C., perderam o seu líder Enomau —talvez em batalha— e não se menciona mais nas histórias.

## Motivações e lideranças dos escravos fugidos

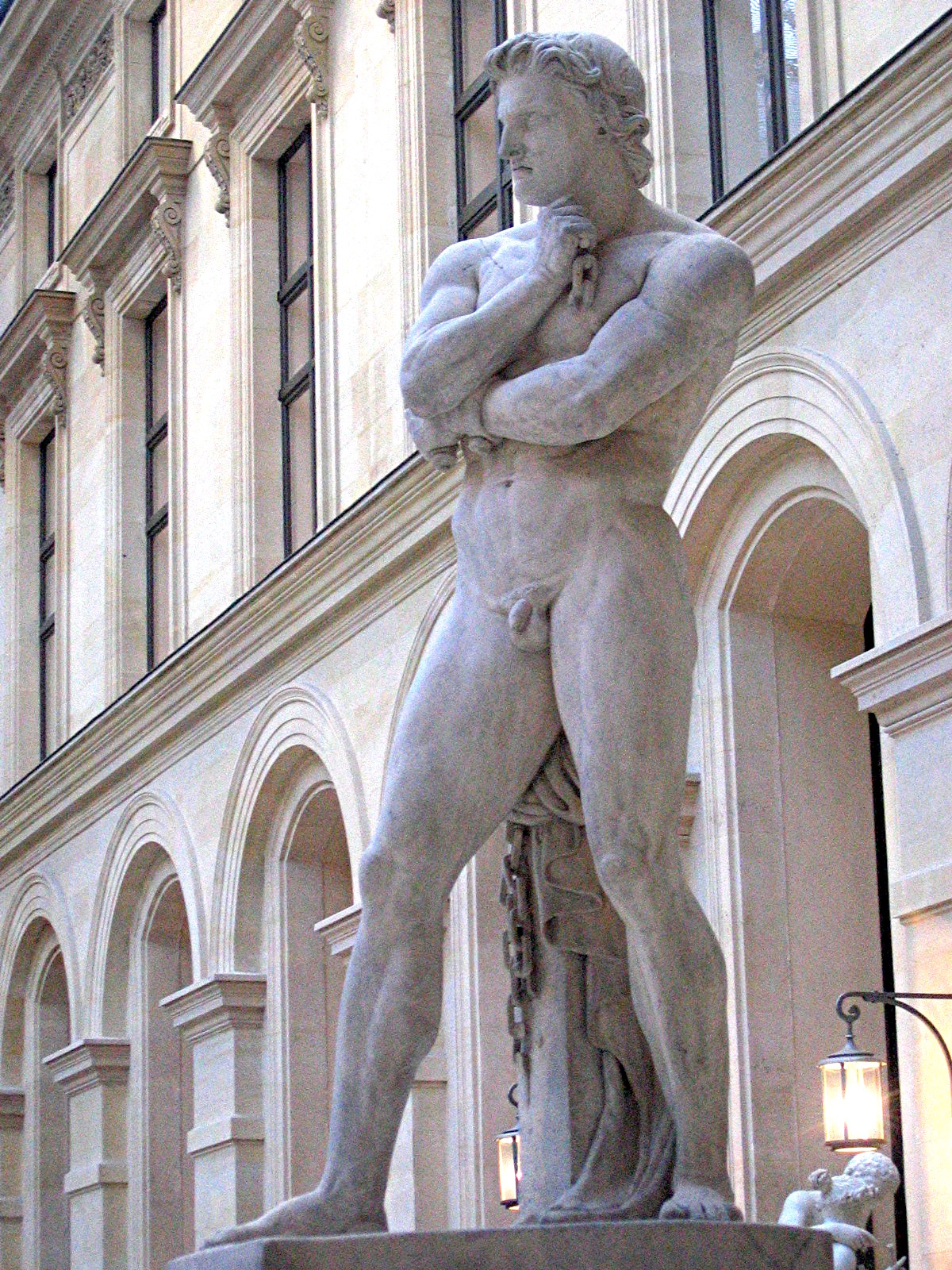
Espártaco
por Denis Foyatier, c. 1830, exposto no Louvre. Um exemplo de representação heroica moderna de Espártaco

No fim de 73 a.C., Espártaco e Criso comandavam um grande grupo de homens armados com demonstrada habilidade para resistirem aos exércitos romanos. O que visavam fazer com esta força é difícil de determinar. Como a Terceira Guerra Servil foi finalmente uma rebelião sem sucesso, não existe um relato de primeira mão sobre os motivos e objetivos dos escravos, e os historiadores que escrevem sobre a guerra propõem teorias contraditórias.
Muitos relatos modernos da guerra afirmam que existia uma divisão em duas facções dos escravos fugidos: os que comandava Espártaco, que queriam escapar pelos Alpes para a liberdade, e os de Criso, que desejavam permanecer no sul da Itália para continuar assaltando e saqueando. Isto parece uma interpretação dos eventos baseada no seguinte: as regiões que Floro lista como as que estavam sendo atacadas pelos escravos incluem Túrio e Metaponto, que estão geograficamente distantes de Nola e Nucéria. Isto indica a existência de dois grupos: Lúcio Gélio Publícola atacou finalmente Criso e um grupo de cerca de 30 mil seguidores que foram descritos como separados do grupo principal de Espártaco; Plutarco descreve o desejo de alguns dos escravos fugidos de saquear a Itália em lugar de escapar pelos Alpes. Embora esta divisão em facções não contradiz as fontes clássicas, não parece que haja evidência direta que a apoie.
Às vezes, os relatos fictícios — como o filme Espártaco de Stanley Kubrick, 1960 — retratam Espártaco como um libertador que luta para mudar uma sociedade romana corrupta e para terminar com a instituição romana do escravismo. De igual modo, isto não se contradiz com os historiadores clássicos, mas nenhum relato histórico menciona que o objetivo dos escravos rebeldes fosse terminar com a escravidão na república, nem nenhuma das ações de Espártaco parece especificamente dirigida a terminar com a escravidão.
Mesmo entre os historiadores clássicos, que escreveram os seus relatos poucos anos depois dos próprios acontecimentos, parecia haver divisão sobre as motivações de Espártaco. Apiano e Floro escreveram que visava marchar sobre a mesma Roma, embora isto pode não ter sido mais que o reflexo dos medos de Roma. Se Espártaco tinha pretendido realmente marchar sobre Roma, deveu ser um objetivo que abandonou mais tarde. Plutarco escreve que Espártaco simplesmente desejava escapar para norte à Gália Cisalpina e dispersar os seus homens de volta aos seus lares.
Não é claro se os escravos foram um grupo homogêneo sob a liderança de Espártaco. Embora seja uma suposição tácita dos historiadores romanos, talvez os romanos estivessem projetando a sua própria visão hierárquica do poder militar e da responsabilidade sobre a organização ad hoc dos escravos. De fato, são mencionados outros líderes escravos — Criso, Enemau, Cânico e Casto — e é desconhecido, a partir da evidência historiográfica, se foram ajudantes, subordinados ou mesmo iguais que lideravam grupos próprios e viajavam em comboio com as pessoas de Espártaco.

## Derrota dos exércitos consulares
Na Primavera de 72 a.C., os escravos fugidos abandonaram os seus acampamentos de Inverno e começaram a se movimentar para a Gália Cisalpina. O Senado, alarmado pelo tamanho da revolta e pela derrota dos exércitos pretorianos de Glabro e Varínio, enviou um par de legiões consulares sob comando de Lúcio Gélio Publícola e Cneu Cornélio Lêntulo Clodiano.
A princípio, os exércitos consulares tiveram sucesso. Gélio atacou um grupo de cerca de 30 mil escravos, sob comando de Criso, perto do Monte Gargano, e matou dois terços dos rebeldes, incluindo Criso.
Neste ponto da história existe uma divergência nas fontes clássicas sobre o curso dos acontecimentos que não se pode reconciliar até a entrada de Marco Licínio Crasso na guerra. As duas histórias mais detalhadas existentes da guerra, de Apiano e Plutarco, detalham acontecimentos muito diferentes. Contudo, nenhum dos relatos contradiz diretamente o outro, senão que simplesmente informa de acontecimentos diferentes, ignorando alguns acontecimentos do outro relato e oferecendo acontecimentos que são únicos desse relato.

### História de Apiano

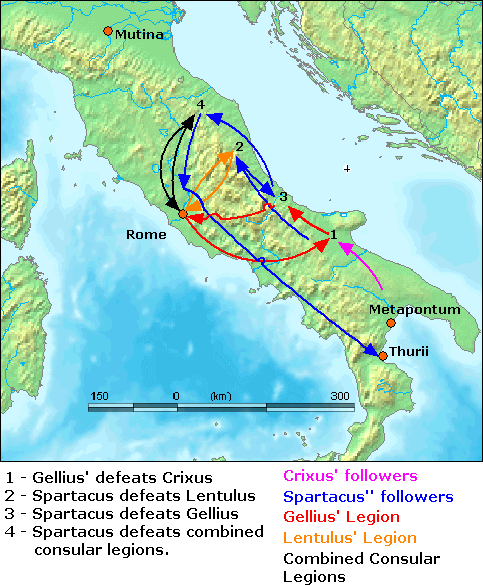
Os acontecimentos de, segundo Apiano

De acordo com Apiano, a batalha entre as legiões de Gélio e os homens de Criso, perto do Monte Gargano, foi o começo de uma longa e complexa série de manobras militares que quase tiveram como resultado que as forças de Espártaco assaltassem a mesma cidade de Roma.
Após a sua vitória sobre Criso, Gélio deslocou-se para norte seguindo o grupo principal de escravos de Espártaco, que se dirigia para a Gália Cisalpina. Despregou-se o exército de Lêntulo para obstruir o passo de Espártaco, e os cônsules visavam pegar os escravos rebeldes entre eles. O exército de Espártaco enfrentou-se com a legião de Lêntulo, derrotou-a, revirou-se e destruiu o exército de Gélio, forçando as legiões romanas a se retirarem desbaratadas. Apiano afirma que Espártaco executou cerca de 300 soldados romanos capturados para vingar a morte de Criso, forçando-os a lutar entre eles até a morte como os gladiadores. Após esta vitória, Espártaco avançou para norte com os seus seguidores (cerca de 120 mil) tão rápido quanto pôde, "após queimar todo o material inútil, matar todos os seus prisioneiros e massacrar as bestas de carga para acelerar o seu movimento".
Os exércitos consulares derrotados regressaram a Roma para se reagruparem enquanto os seguidores de Espártaco deslocavam-se para norte. Os cônsules voltaram atacar Espártaco em algum lugar da região do Piceno, e foram derrotados novamente.
Apiano afirma que neste momento Espártaco mudou a sua intenção de marchar sobre Roma —dando a entender que esse era o objetivo de Espártaco após a confrontação de Piceno— porque "não se considerava preparado ainda para esse tipo de luta, já que a sua força não era armada adequadamente, porque nenhuma cidade se unira, apenas escravos, desertores e ralé", e decidiu retirar-se a sul da Itália novamente. Assediaram a cidade de Túrio e a campina das cercanias armando-se, assaltando os territórios circundantes, trocando as pilhagens por bronze e ferro com mercadores (com os que manufaturarem mais armas) e enfrentando-se ocasionalmente com forças romanas, que sempre acabavam derrotadas.

### História de Plutarco

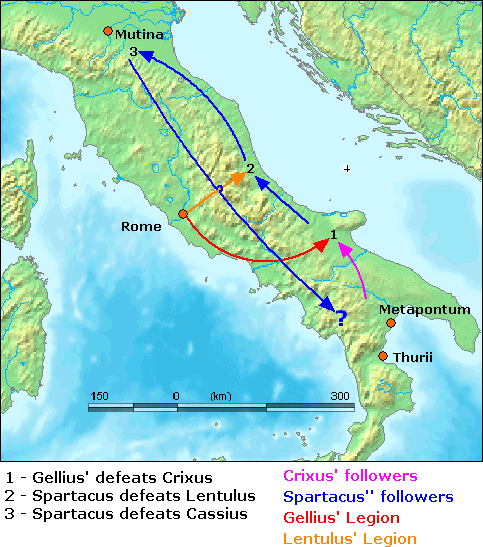
Os acontecimentos de, de acordo com a versão de Plutarco.

A descrição dos feitos que dá Plutarco difere significativamente com a de Apiano.
De acordo com Plutarco, após a batalha entre as legiões de Gélio e os homens de Criso (a quem Plutarco descreve como "germanos") perto do monte Gargano, os homens de Espártaco atacaram a legião comandada por Lêntulo, derrotaram-na, apoderaram-se do seu subministro e equipamento, e avançaram diretamente para norte da península Itálica. Após esta derrota, ambos os cônsules foram relevados do mando dos seus exércitos pelosenado romano e regressaram para Roma. Plutarco não menciona em absoluto o ataque de Espártaco às legiões de Gélio, nem que Espártaco se enfrentasse com as legiões combinadas consulares no Piceno.
Depois Plutarco detalha um conflito não mencionado na história de Apiano. De acordo com Plutarco, o exército de Espártaco prosseguiu para norte até a região de Mutina (a atual Módena). Ali, um exército de cerca de 10 mil soldados comandados pelo governador da Gália Cisalpina, Caio Cássio Longino, tentou bloquear o avanço de Espártaco, e foi derrotado.
Plutarco não faz menção de nenhum outro acontecimento até a confrontação inicial entre Marco Licínio Crasso e Espártaco na Primavera de 71 a.C., omitindo a marcha sobre Roma e a retirada para Túrio descritas por Apiano. Contudo, como Plutarco descreve que as forças de Crasso forçaram as de Espártaco a retirarem-se "para sul" desde o Piceno, poderia-se inferir que os escravos rebeldes se achegaram a Piceno desde sul a princípios de 71 a.C., implicando que se retiraram para sul desde Mutina para passarem o Inverno no sul ou o centro da Itália.
Porém, aparentemente não havia razão para não escaparem pelos Alpes — o objetivo de Espártaco segundo Plutarco—, é algo que não se explica.

## A guerra de Crasso (71 a.C.)

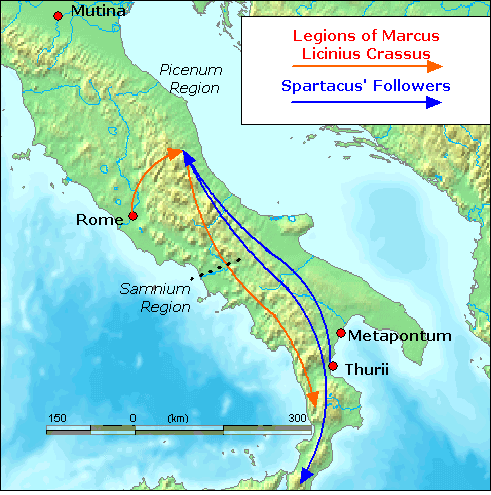
Os acontecimentos de princípios de Marco Licínio Crasso recebe o comando das legiões romanas, enfrenta-se com Espártaco e força os escravos rebeldes a retirarem-se através da Basilicata e Calábria para a região do estreito de Messina. Plutarco afirma que isto ocorreu na região do Piceno, enquanto Apiano situa as batalhas iniciais entre Crasso e Espártaco na região do Sâmnio.

Apesar das contradições das fontes clássicas com referência aos acontecimentos de 72 a.C., parece haver um consenso geral sobre que Espártaco e os seus seguidores estavam no sul da Itália a princípios de 71 a.C..

### Crasso recebe o mando das legiões
O senado, alarmado já pela aparentemente imparável revolta do sul da Itália, encomendou a Marco Licínio Crasso a tarefa de sufocar a rebelião. Crasso fora pretor em 73 a.C. e, embora fosse conhecido pelas suas conexões políticas e a sua família, não tinha reputação como comandante militar.
Foram-lhe assinadas seis novas legiões, além das duas anteriores legiões consulares de Gélio e Lêntulo, somando um exército de cerca de 40 000 soldados romanos treinados. Crasso tratou as suas legiões com uma disciplina férrea, mesmo brutal, recuperando o castigo da decimatio (castigo mediante o qual se dizima um grupo de soldados, matando um de cada dez deles em castigo pela sua covardia). Apiano não tem claro se aplicou a decimatio quer às duas legiões consulares por covardia quando foi nomeado o seu comandante, quer a todo o exército por alguma derrota posterior (um acontecimento no qual até quatro mil legionários seriam executados). Plutarco somente menciona a decimatio de 50 legionários de uma coorte como castigo após a derrota de Mímio na primeira confrontação entre Crasso e Espártaco. à margem do que realmente sucedesse, o trato de Crasso às suas legiões demonstrou que "era mais perigoso para eles que o inimigo" e esporeou-os para conseguir a vitória e não correr o risco de desgostar o seu comandante.

### Crasso e Espártaco
Quando as forças de Espártaco se deslocaram novamente para norte, Crasso despregou seis das suas legiões nas fronteiras da região (Plutarco afirma que a batalha inicial entre as legiões de Crasso e Espártaco deu-se perto da região do Piceno, Apiano afirma que sucedeu perto da região do Sánio) e destacou a dois legiões sob comando de Múmmio, o seu legado, para que manobrara pela retaguarda de Espártaco, mas deu-lhe a ordem de não atacar aos rebeldes. Quando se lhe apresentou a oportunidade, Múmmio desobedeceu a Crasso e atacou as forças de Espártaco, mas foi derrotado. Apesar desta derrota inicial, Crasso atacou Espártaco e derrotou-o, matando cerca de 6 000 rebeldes.
A maré da guerra parecia mudar de direção. As legiões de Crasso saíram vitoriosas em vários confrontos, matando a milheiros de escravos rebeldes e forçando Espártaco a se retirar para sul através da Lucânia  (atual Basilicata) para os estreitos de Messina. Segundo Plutarco, Espártaco fez um trato com piratas cilícios para transportá-lo, junto com cerca de dois mil homens, para a Sicília, na qual visava incitar uma revolta de escravos e conseguir reforços. Porém, foi atraiçoado pelos piratas, que abandonaram os escravos rebeldes, ainda tendo recebido o pagamento. Fontes menores mencionam que houve algumas tentativas de construir barcos e balsas entre os rebeldes como meio de escape, mas que Crasso adotou medidas sem especificar para assegurar-se que os rebeldes não pudessem cruzar para a Sicília, e como consequência disto abandonaram os seus esforços.
Então as forças de Espártaco retiraram-se para Régio (atual Régio da Calábria). As legiões de Crasso perseguiram-nas e ao chegarem construíram fortificações ao longo do istmo de Régio o subministro.

### Chegada de legiões de reforço; o fim da guerra

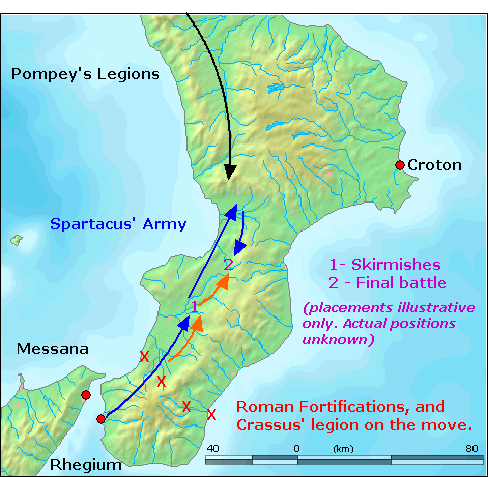
Os últimos acontecimentos da guerra em, nos quais o exército de Espártaco quebrou o assédio das legiões de Crasso e se retirou para as montanhas próximas a Petélia. O mapa amostra as escaramuças iniciais entre elementos de ambos os bandos, o giro das forças de Espártaco para a confrontação final. Notem-se as legiões de Pompeu incorporando-se de norte para capturar os sobreviventes.

Neste momento, as legiões de Pompeu voltavam para  a Itália após sufocarem a rebelião de Quinto Sertório na Hispânia.
As fontes discrepam sobre se Crasso solicitara reforços ou se o senado simplesmente aproveitou-se do regresso de Pompeu a Itália, mas ordenou-lhe esquivar Roma e dirigir-se para sul para ajudar Crasso. O senado também enviou reforços sob comando de "Lúculo", que Apiano confundiu com Lúcio Licínio Lúculo, comandante das forças implicadas na Terceira Guerra Mitridática naquele momento, mas aparentemente tratava-se  do procônsul de Marco Terêncio Varrão Lúculo, o irmão pequeno do anterior. Com as legiões de Pompeu vindo desde norte e as tropas de Lúculo desde Brundísio, (atual Brindisi, Crasso deu-se conta de que se não punha fim à revolta com rapidez, o mérito da guerra iria para o general que chegara com os reforços, e portanto esporeou as suas legiões para que dessem fim depressa ao conflito.
Após saber da aproximação de Pompeu, Espártaco tentou negociar com Crasso para dar fim ao conflito antes que chegaram os reforços romanos. Quando Crasso se negou, uma parte das forças de Espártaco quebraram o confinamento e fugiram para as montanhas a oeste de Petélia em Brútio (Calábria), com as legiões de Crasso em persecução. As legiões conseguiram atingir a uma parte dos rebeldes –sob comando de Cânico e Casto– separada do exército principal, matando 12 300 deles. Contudo, as legiões de Crasso também sofreram perdas, já que alguns dos escravos em fuga deram-se a volta para se enfrentarem com as forças romanas sob comando de um oficial de cavalaria chamado Lúcio Quínctio e o questor Cneu Tremélio Escrofa, derrotando-as. Em qualquer caso, os escravos rebeldes não constituíam um exército profissional e chegaram ao seu limite. Não queriam mais fugir e vários grupos de homens separaram-se da força principal para atacarem de maneira independente às legiões de Crasso. Com a disciplina estragando-se, Espártaco deu meia-volta e empregou toda a sua potência para agüentar as legiões a chegarem. Nesta última batalha, as forças de Espártaco foram derrotadas completamente, e a grande maioria dos seus homens morreu no campo de batalha. Desconhece-se o destino final do próprio Espártaco, já que nunca foi achado o seu corpo, mas historiadores acreditam que pereceu na batalha junto aos seus homens.

## Consequências

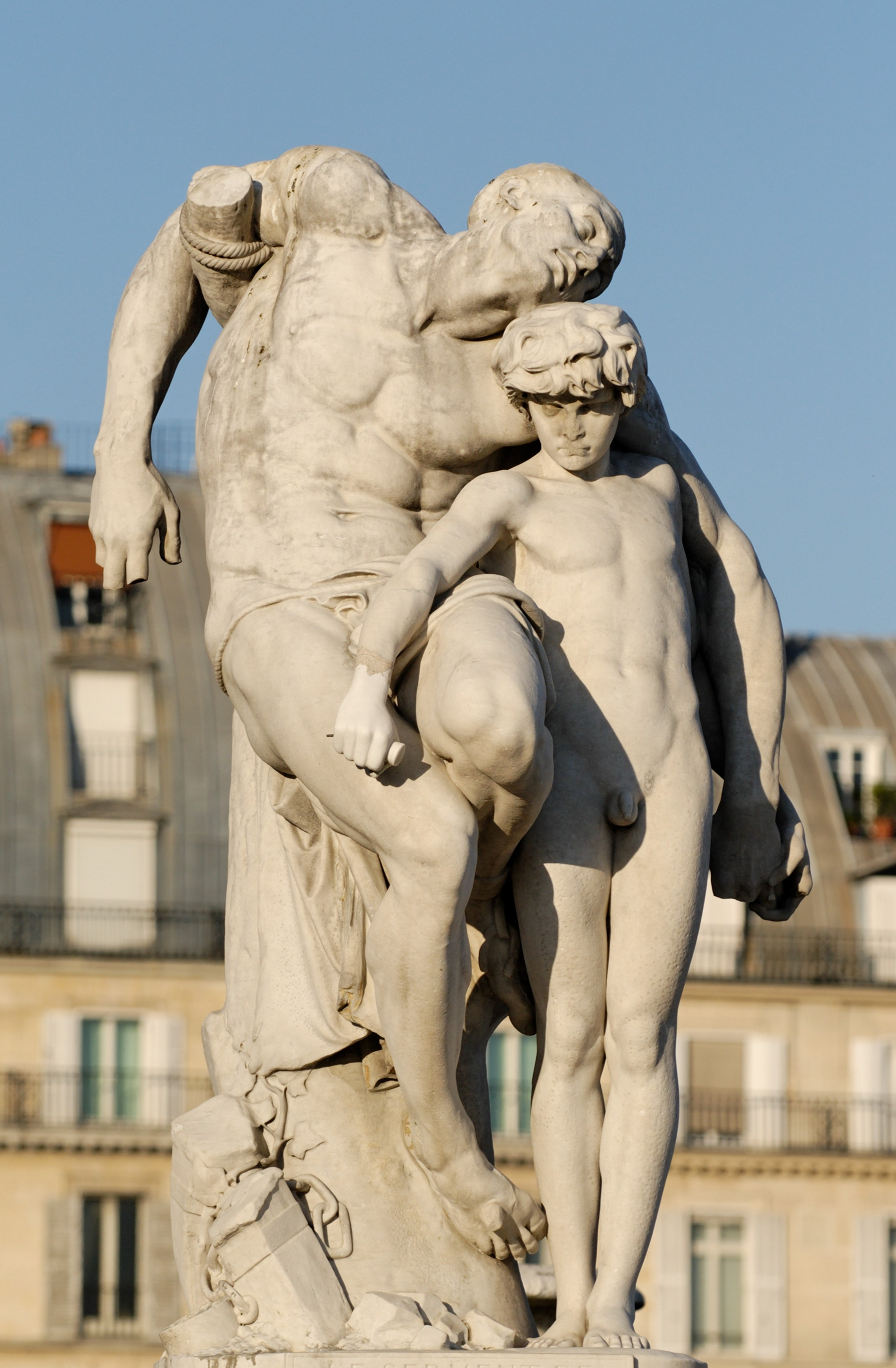
A Queda de Espártaco
Por Louis-Ernest Barrias, no Jardim das Tulherias

A revolta da Terceira Guerra Servil ficara aniquilada por Crasso.
As forças de Pompeu não atacaram diretamente as de Espártaco em nenhum momento, mas as suas legiões, vindo de norte, conseguiram capturar cerca de 5 000 rebeldes que fugiam da batalha, "aos quais deu morte". Por causa disto, Pompeu enviou uma mensagem ao Senado dizendo que, embora fosse certamente Crasso quem vencera os escravos na batalha aberta, ele terminara a guerra, reclamando assim uma grande parte do mérito, conquistando assim a inimizade de Crasso.
Embora a maior parte dos escravos rebeldes falecesse no campo da batalha, as legiões de Crasso capturaram cerca de seis mil sobreviventes. Todos eles foram crucificados ao longo da Via Ápia de Roma a Cápua.
Pompeu e Crasso obtiveram benefícios políticos por sufocar a rebelião. Ambos voltaram a Roma com as suas legiões e negaram-se a dissolvê-las, acampando fora da cidade no seu lugar. Ambos apresentaram-se a cônsul em 70 a.C., embora Pompeu não tinha direito a isso pela sua idade e por não ter servido como pretor ou questor. Porém, ambos os homens foram eleitos cônsules esse ano, em parte pela ameaça implícita das suas legiões acampadas fora da cidade.
Os efeitos da Terceira Guerra Servil sobre a atitude dos romanos para a escravidão e para a instituição da escravidão em Roma são difíceis de determinar. Sem dúvida, a revolta comocionou o povo romano, que "a partir de um medo absoluto pareciam começar a tratarem os seus escravos com menos dureza do que antes". Os ricos donos dos latifundia começaram a reduzir o número de escravos agrícolas, optando por empregar o grande conjunto de homens livres despojados em contratos de mediaria. Com o fim da Guerras da Gália de Júlio César em 52 a.C., as grandes guerras de conquista romanas cessariam até o reinado do imperador Trajano (que reinou de 98 d.C. a 117 d.C.), e com elas o abundante e econômico subministro de escravos provenientes da conquista militar, promovendo o uso de trabalhadores livres nas fincas agrícolas.

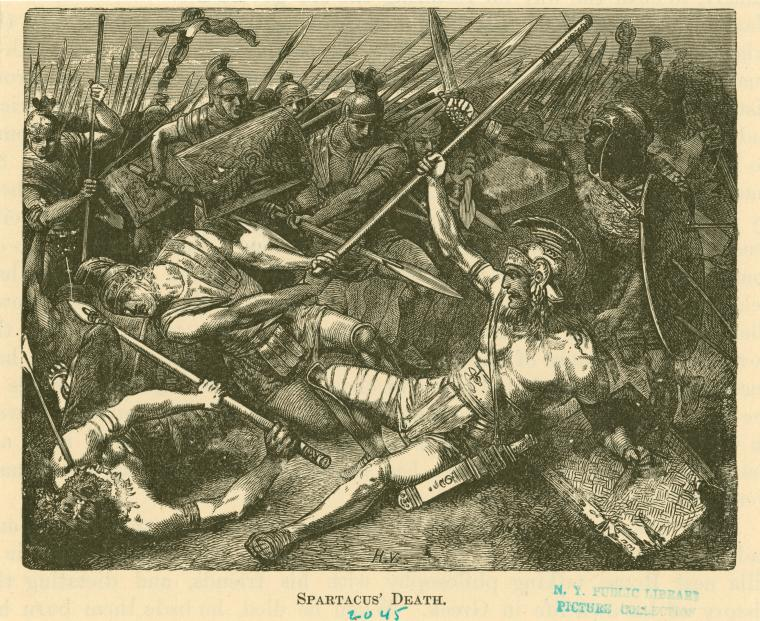
A morte de Espártaco
Hermann Vogel, 1882

O status e os direitos legais dos escravos romanos também começaram a mudar. Durante a época do imperador Cláudio (que reinou de 41 d.C. a 54 d.C. foi promulgada uma constituição que convertia o fato de matar a um escravo velho ou doentio num ato de assassinato e decretava que se esses escravos eram abandonados pelos seus amos, convertiam-se em homens livres. Com Antonino Pio (que reinou de 138 d.C. a 161 d.C.) estenderam mais os direitos legais dos escravos, fazendo responsáveis os amos pelo assassinato dos seus escravos, forçando a venda dos escravos quando se podia demonstrar que estavam sendo maltratados, e proporcionando uma autoridade terceira (teoricamente) neutral à qual podia apelar um escravo. Embora estes câmbios legais ocorressem muito tarde como para serem resultado direto da Terceira Guerra Servil, representam a codificação legal de uns câmbios na atitude dos romanos para os escravos que evoluíram durante décadas.
É difícil determinar em que medida os acontecimentos desta guerra contribuíram aos câmbios no uso e os direitos legais dos escravos romanos. Parece que o fim das Guerras Servis coincidiu com o fim do período mais importante do uso dos escravos em Roma, e o começo de uma nova percepção do escravo dentro da sociedade e o direito. A Terceira Guerra Servil foi a última das Guerras Servis e Roma não veria já mais uma revolta de escravos deste tipo.

### Obras clássicas
- APIANO, Historia de las guerras civiles, Universidad de Valencia. Servicio de Publicaciones, 1992. ISBN 84-370-1031-4.
- APIANO, Historia romana, Vol II: Guerras civiles (libros I-II), Gredos Biblioteca Clásica, 1985. ISBN 84-249-3551-9.
- APIANO, Historia romana, Vol III: Guerras civiles (libros III-V), Gredos Biblioteca Clásica, 1985. ISBN 84-249-3552-7.
- CÉSAR, Júlio, Comentarios a la guerra de las galias, Alianza Editorial, 2002. ISBN 84-206-4092-1.
- LÍVIO, Tito, Ab Urbem conditia
- FRONTINO, Sexto Júlio, Los cuatro libros de los enxemplos, consejos e avisos de la guerra,  Ministerio de Defensa. Centro de Publicaciones, 2005. ISBN 84-9781-169-0.
- ORÓSIO, Paulo, Historias, Gredos, 1982. ISBN 84-249-0335-8.
- SÊNECA, Lúcio Aneu, Tratado de los beneficios, Ediciones ibéricas, 1958. ISBN 84-7083-004-X.
- SUETÔNIO, Vidas dos Doze Césares

### Obras modernas
- BRADLEY, Keith.  Slavery and Rebellion in the Roman World. Bloomington: Indiana University Press, 1989. ISBN 0-7134-6561-1.
- BROUGHTON, T. Robert S. Magistrates of the Roman Republic, vol. 2. Cleveland: Case Western University Press, 1968.
- DAVIS, William Stearns ed., Readings in Ancient History: Illustrative Extracts from the Sources, 2 Vols, Vol. II: Rome and the West. Boston: Allyn and Bacon, 1912-13.
- MATYSZAK, Philip, The enemies of Rome, Thames & Hudson, 2004. ISBN 0-500-25124-X.
- STRACHAN-DAVIDSON, J. L. (ed.), Appian, Civil Wars: Book I, Oxford University Press, 1902 (reimpr. 1969).
- MOMMSEN, Theodor, The History of Rome, Books I-V, edição eletrônica do Projeto Gutenberg, 2004. ISBN 0-415-14953-3.
- WILLIAM SMITH, D. C. L., LH. D.,  A Dictionary of Greek and Roman Antiquities , John Murray, Londres, 1875.